# Arbon (Turgòvia)
Arbon és un municipi del cantó de Turgòvia (Suïssa), cap del districte d'Arbon. Es tracta de la tercera ciutat del cantó i està situada en una llengua de terra que entra al Llac Constança.